# Hohe Kugel
Hohe Kugel är ett berg i Österrike.   Det ligger i distriktet Feldkirch och förbundslandet Vorarlberg, i den västra delen av landet, 500 km väster om huvudstaden Wien. Toppen på Hohe Kugel är 1 645 meter över havet, eller 384 meter över den omgivande terrängen. Bredden vid basen är 5,8 km.
Terrängen runt Hohe Kugel är huvudsakligen bergig. Runt Hohe Kugel är det ganska tätbefolkat, med 144 invånare per kvadratkilometer.. Närmaste större samhälle är Dornbirn, 9,2 km norr om Hohe Kugel. 
I omgivningarna runt Hohe Kugel växer i huvudsak blandskog.